# Gemengde branche
Met het begrip gemengde branche wordt aangeduid de detailhandel in huishoudelijke artikelen, glas, porselein en aardewerk, speelgoed en andere aanverwante artikelen. In de praktijk zijn dit winkels met luxe artikelen voor de gedekte tafel zoals serviezen, bestekken, drinkserviezen en luxe cadeaus maar ook kookwinkels, winkels met (accessoires voor) koffie en thee, cadeauwinkels en natuurlijk winkels met huishoudelijke artikelen. De winkels van Blokker,  Marskramer en Intertoys behoren bijvoorbeeld tot de gemengde branche en speelgoedbranche. Ook souvenirwinkels, winkels met posters en kaarten en feestartikelenwinkels worden tot de gemengde branche gerekend.

## Brancheorganisatie
De brancheorganisatie Vereniging Gebra te Zoetermeer was de belangenorganisatie voor ondernemers in de gemengde branche. De organisatie kende 600  aangesloten detailhandelsondernemingen uit de branche die tezamen ongeveer 2000 winkels in Nederland exploiteren. Gebra was aangesloten bij de koepelorganisatie MKB-Nederland te Den Haag.
Met ingang van 1 januari 2018 is Vereniging Gebra gefuseerd met het Vakcentrum te Woerden. Gezamenlijk gaan ze verder onder de naam Vakcentrum. De Vereniging Gebra is met ingang van die datum opgehouden te bestaan. Hoewel de achterban van de twee organisaties een verschillende assortiment voert, is het samenbindend element gelegen in het feit dat het allen MKB bedrijven zijn. Bovendien is een groot deel van de leden als franchisenemer verbonden aan een franchiseformule.

## Vakbladen
De Stichting Ontwikkeling en Voorlichting Detailhandel (SOVD) is gelieerd aan Vakcentrum . SOVD is uitgever van een tweetal vakbladen:Gemengde Branche en Speelgoed en Hobby. De bladen verschijnen vijf keer per jaar in print en tien keer per jaar ontvangen de abonnees een digitale nieuwsbrief.

## Artikelbeheer
Sinds 1 januari 2017 kunnen leden gebruikmaken van het onafhankelijk Platform Artikelbeheer. Dit platform is een centrale database op internet waar leveranciers volgens een vastgestelde branchestandaard artikelgegevens plaatsen. Per artikel kan de leverancier ruim vijftig specificaties opgeven. Denk bijvoorbeeld aan het merk, de EAN-code, maar ook het gewicht en/of een foto van het artikel. Dat laatste is vooral voor online verkoop van belang. Het platform valideert (controleert), centraliseert (alle data op één plaats) en autoriseert (wie mag wat ontvangen) deze artikeldata, zodat de kwaliteit en de uniformiteit voor de detaillist zijn gewaarborgd. Na de upload door de leverancier kan de detaillist zijn digitale kassasysteem en/of webshop koppelen met het platform, zodat de artikelgegevens (en de updates daarvan) automatisch in zijn systeem worden getoond.

## Cao Gebra
Voor de circa 25.000 personen die werkzaam zijn de speelgoedwinkels en gemengde branche winkels is de cao gemengde branche en speelgoedbranche van toepassing die algemeen verbindend wordt verklaard. De partijen bij de cao zijn FNV Bondgenoten en Dienstenbond CNV namens werknemers en Vereniging Gebra namens werkgevers. FNV en CNV hebben na langdurig onderhandelen een eindbod van Gebra in november 2014 afgewezen. Hierop is de cao opgezegd zodat per 1 april 2015 na 32 jaar (!) geen cao Gebra van toepassing is.

## Pensioen
Werkgevers in de branche zijn verplicht aangesloten bij Bedrijfstak Pensioenfonds Detailhandel. De uitvoering van de pensioenregeling is in handen van Gap Gemini te Utrecht. Tot 1 januari 2015 gold een aanvullende pensioenregeling voor medewerkers binnen de gemengde branche en speelgoedbranche. Door nieuwe wetgeving zou het aanvullend branchepensioen ertoe leiden dat bovenmatig pensioen zou worden opgebouwd. Hierop hebben sociale partners besloten per 1 januari 2015 de regeling voor het aanvullend branchepensioen te beëindigen.